# Circuitul Marina Bay
Circuitul Marina Bay este un circuit stradal în jurul zonei Marina Bay din Singapore. El este gazda pentru Singapore Grand Prix. Pista are 5.065 km lungime, și este similară cu Circuitul Monaco și Circuitul Valencia.
Circuit a fost proiectat de KBR, Inc., a modification of the original one first proposed by Hermann Tilke.

## Galerie

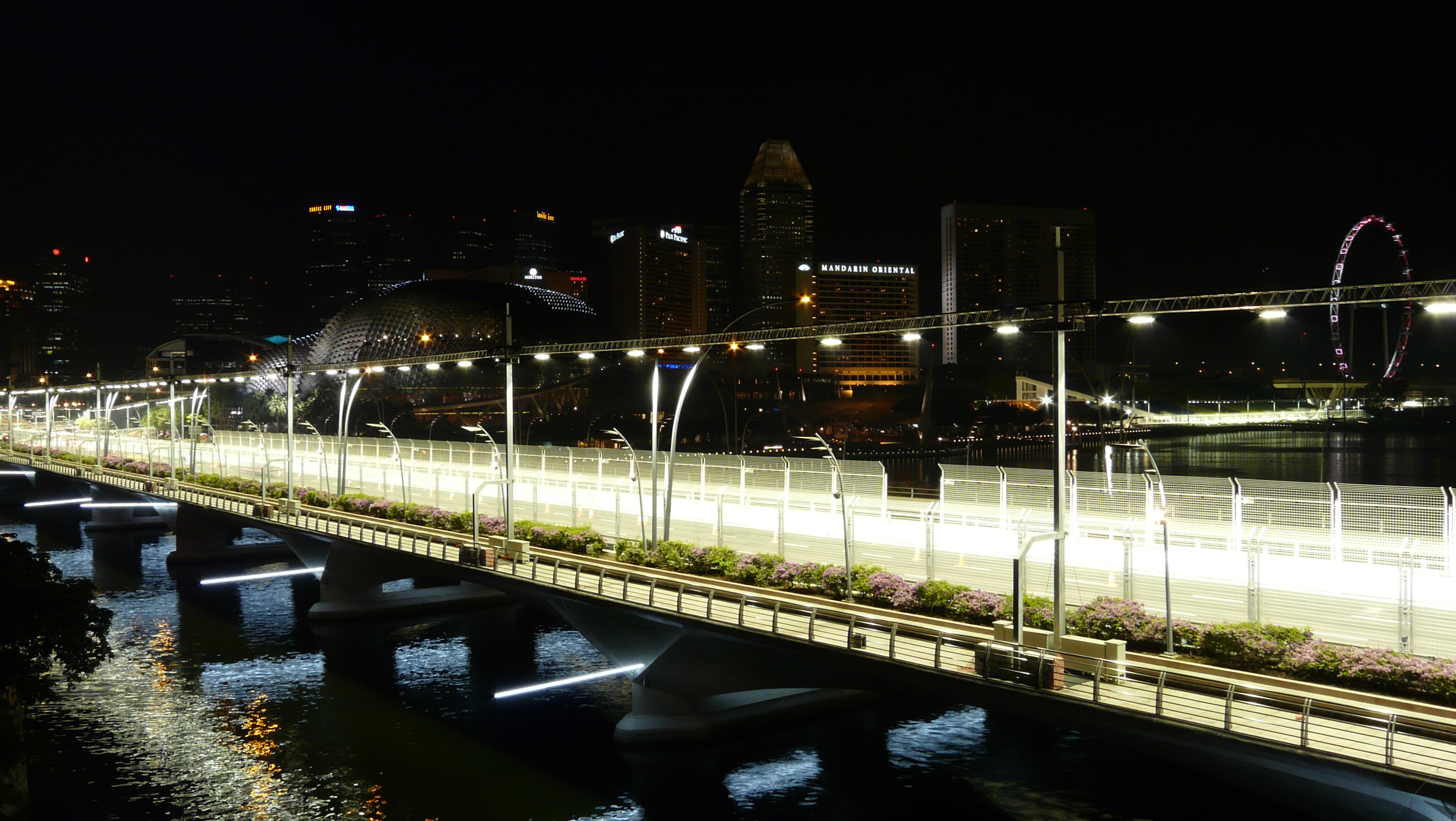
Esplanade stretch of the circuit, one week before the 2008 race
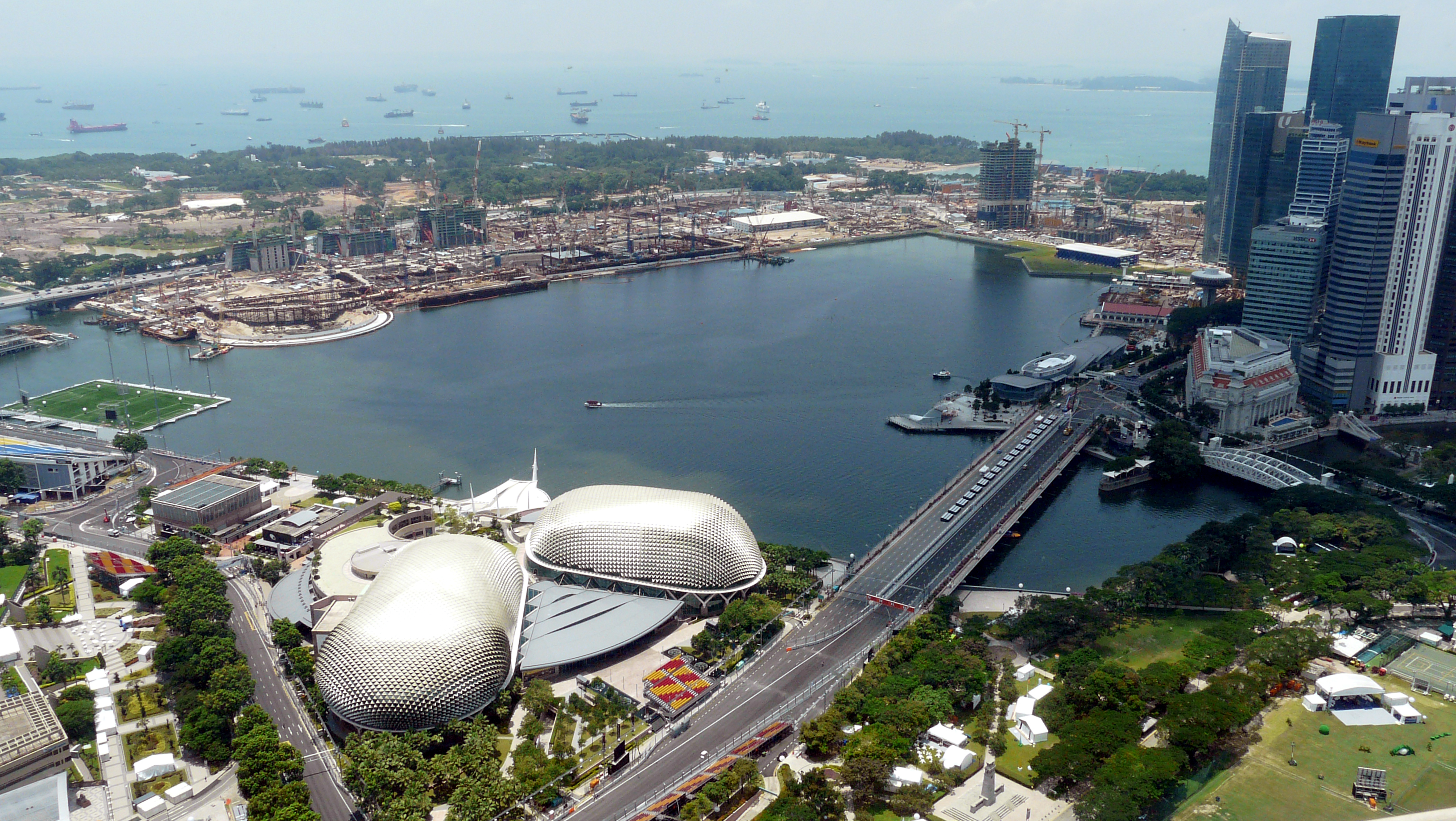
Bird's eye view of the circuit, two days before the 2008 race
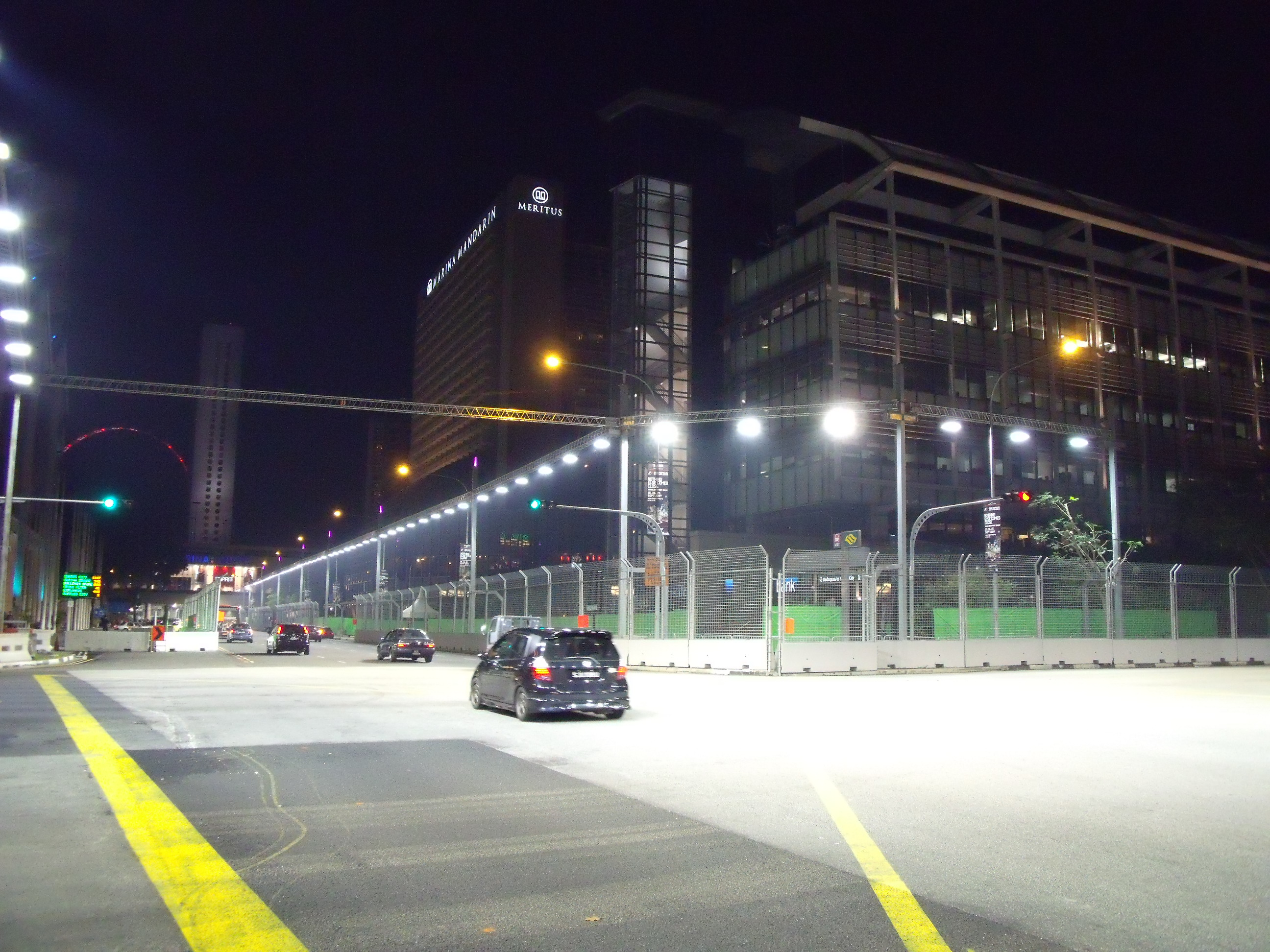
Turn 7 of the Marina Bay Street Circuit
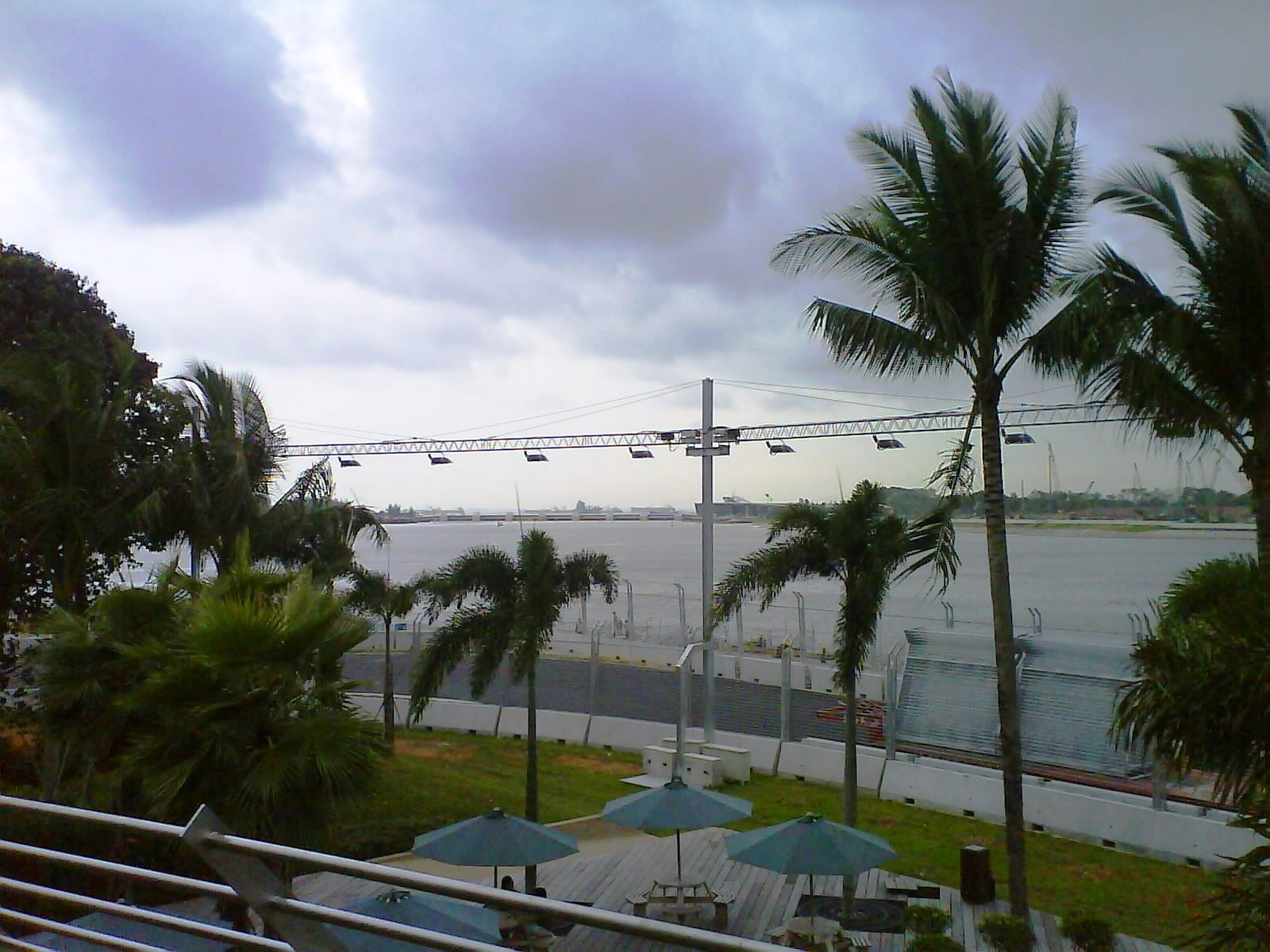
Turn 22
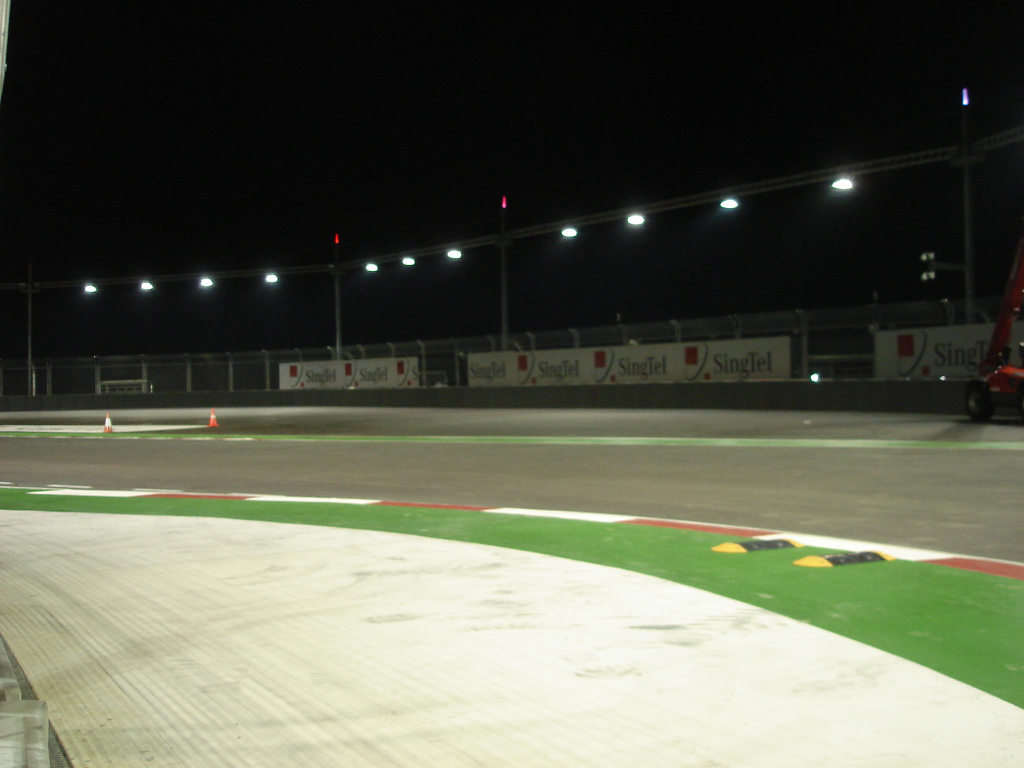
The penultimate turn
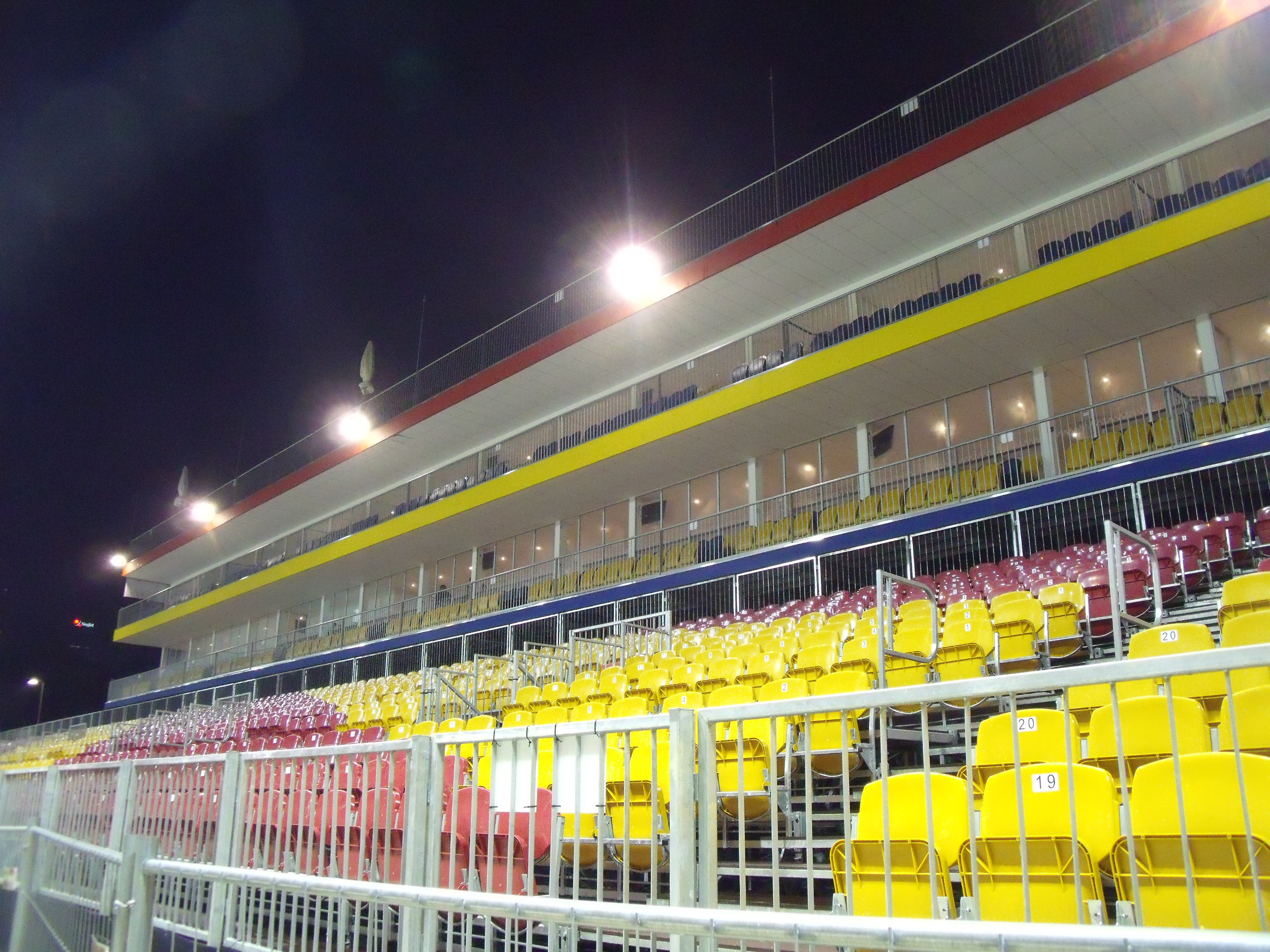
The Stamford Grandstand between Turns 7 and 8
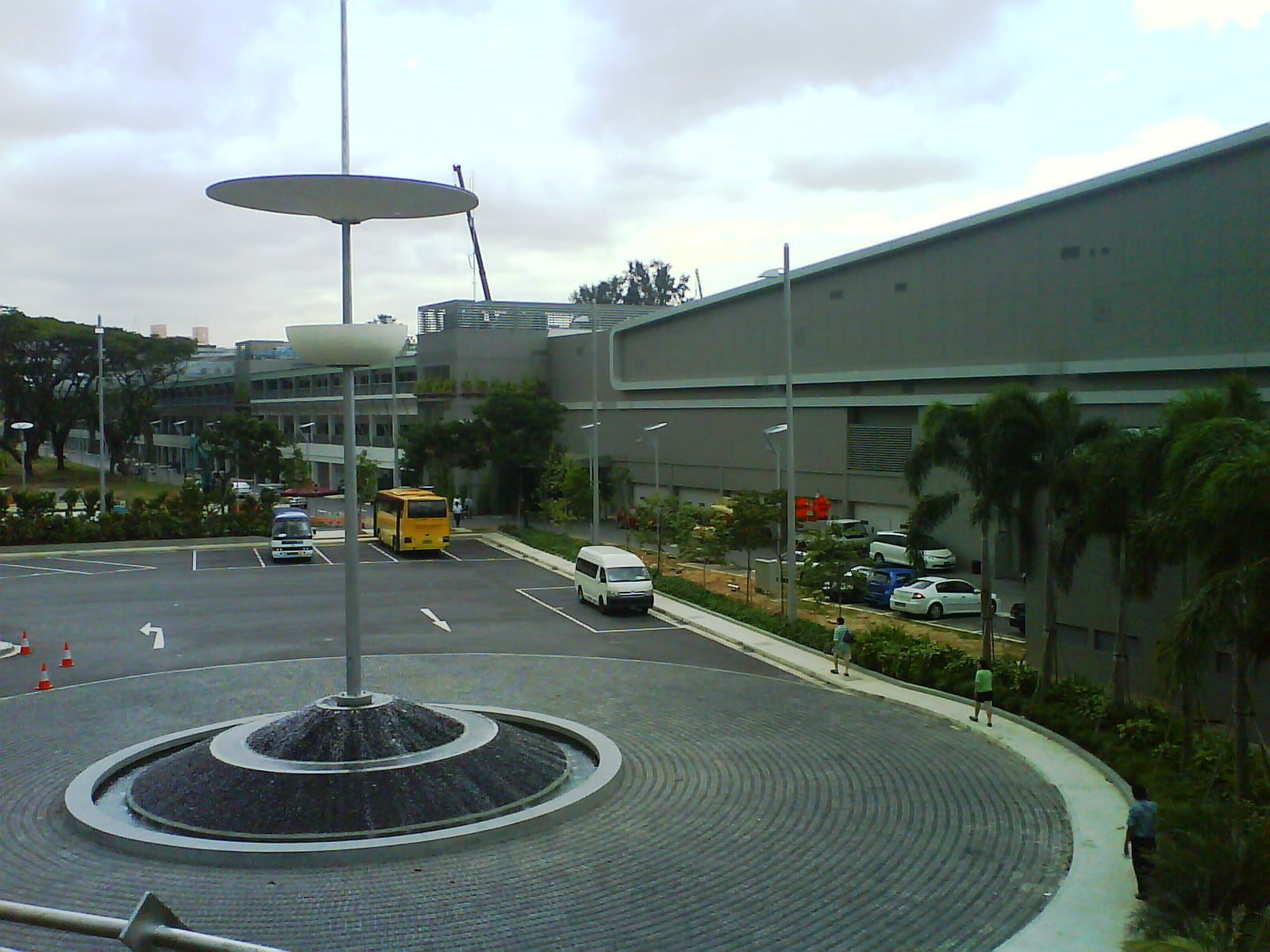
The Audience Stand
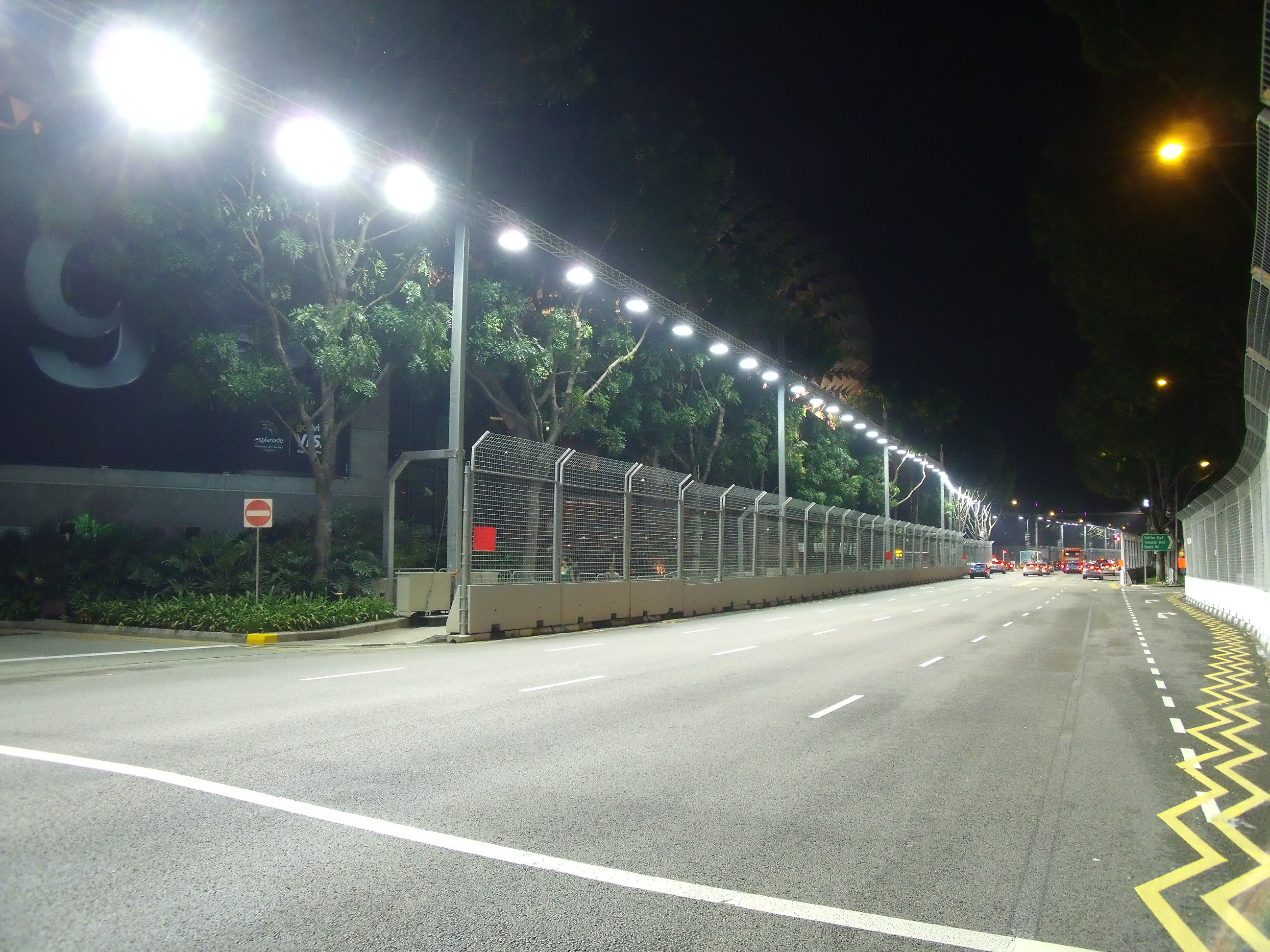
The Raffles Avenue after Turn 14
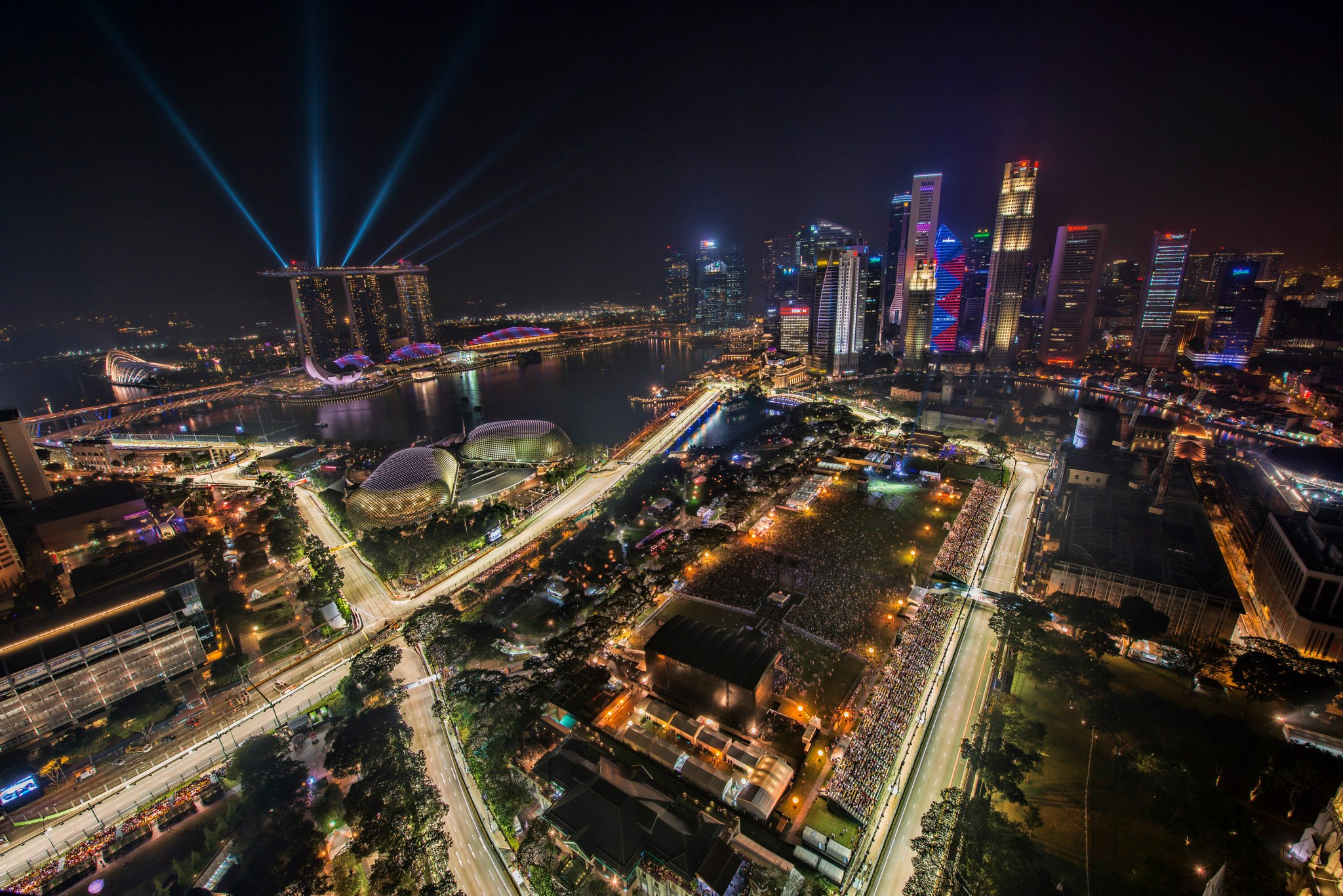
The skyline of Singapore, in 2012